# Marcus Zuerius van Boxhorn

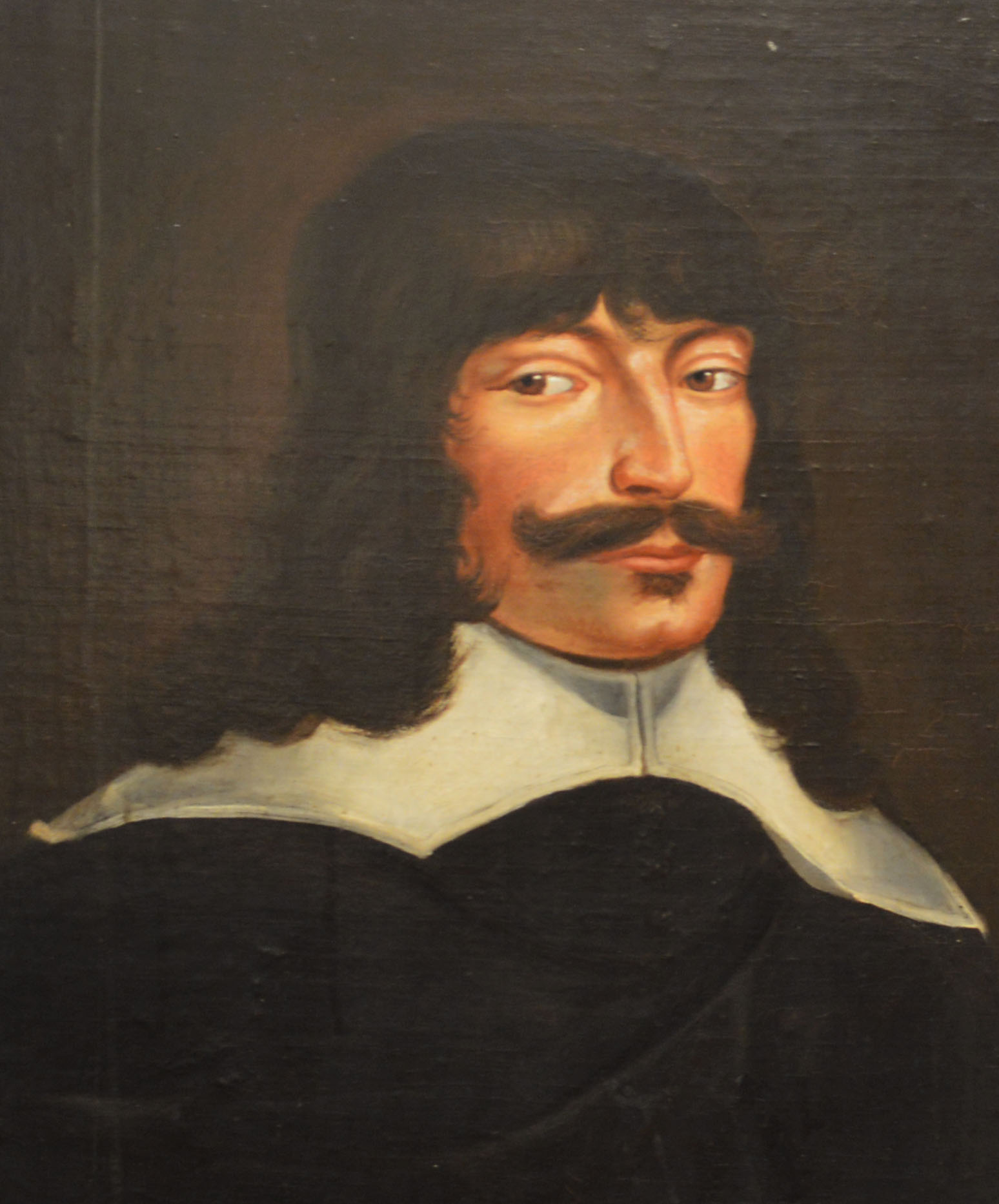
Marcus Zuerius van Boxhorn.

Marcus Zuerius van Boxhorn, född 28 augusti 1612 i Bergen op Zoom, död 3 oktober 1653 i Leiden, var en nederländsk humanist och universitetslärare.
van Boxhorn blev 1633 extra ordinarie och 1640 ordinarie professor i skaldekonst och vältalighet vid universitetet i Leiden samt övergick 1648 till en professur i historia. Han åtnjöt stort anseende som universitetslärare och var en av de professorer som stod i närmaste beröring med tidens många svenska (särskilt högadliga) studerande i Leiden, samt lär vid ett sammanträffande med Axel Oxenstierna 1635 ha avböjt ett anbud om anställning i Sverige. Han upptäckte likheterna mellan de indoeuropeiska språken och förmodade att det fanns ett primitivt, gemensamt språk, vilket han kallade skytiska. I sin hypotes inkluderade han nederländska, grekiska, latin, persiska och tyska, för att senare lägga till slaviska, keltiska och baltiska språk.
van Boxhorns författarskap betecknas av en ofantlig produktivitet; på 25 år utgav han mer än 60 större eller mindre arbeten inom den humanistiska bildningens olika grenar: latinska dikter, tal och epistlar, kommenterade upplagor av klassiska författare, filologiska, historiska och statsvetenskapliga avhandlingar. Bland dessa bör nämnas: Poemata (1629); Originum gallicarum liber (1654), Historia universalis (1651); Apologia pro navigationibus hollandorum (1633), Institutionum politicarum libri duo (1650) och Disquisitiones politicæ (1650). De två sistnämnda arbetena visar även stort intresse för alla ekonomiska frågor och innehåller bland annat en fullständig och enhetlig framställning av finansväsendet. 